# علی کاسون
علی کاسون (به عربی: علی کاسون) یک روستا در سوریه است که در ناحیه مرکزی سلمیه واقع شده‌است. علی کاسون ۱٬۳۳۶ نفر جمعیت دارد.